# Брохув (гмина)
Брохув (пол. Brochów) — сельская гмина (волость) в Польше, входит как административная единица в Сохачевский повет, Мазовецкое воеводство. Население — 4234 человека (на 2004 год).

## Сельские округа
1. Анджеюв
2. Брохоцин
3. Белины
4. Сянно
5. Брохув
6. Брохув-Колёня
7. Маляново
8. Фамулки-Броховске
9. Фамулки-Крулевске
10. Гурки
11. Хилярув
12. Янув
13. Конары
14. Кромнув
15. Гожевница
16. Лясоцин
17. Ласице
18. Мишоры
19. Нова-Весь-Слядув
20. Ольшовец
21. Пяски-Духовне
22. Пяски-Крулевске
23. Плецевице
24. Пшенславице
25. Туловице
26. Вильче-Туловске
27. Вильче-Слядовске
28. Вулька-Смоляна
29. Янувек

## Соседние гмины
1. Гмина Червиньск-над-Вислой
2. Гмина Кампинос
3. Гмина Леонцин
4. Гмина Млодзешин
5. Гмина Сохачев
6. Сохачев
7. Гмина Вышогруд